# Eve Teschmacher
Eve Teschmacher és un personatge fictici que apareix en els còmics estatunidencs publicats per DC Comics. Creada per Richard Donner i Mario Puzo, Eve Teschmacher és l'assistent de Lex Luthor i el seu interès amorós, encara que també se sent atreta per Superman. Amb freqüència qüestiona els malvats plans de Luthor.

## Pel·lícules

### Superman: The Movie
Creada per Richard Donner i Mario Puzo, Eve Teschmacher apareix per primera vegada en Superman, interpretada per Valerie Perrine. Teschmacher és l'assistent de Lex Luthor i aparentment el seu interès amorós, encara que també se sent atreta per Superman, el archienemigo del seu ocupador. Amb freqüència qüestiona els malvats plans de Luthor i és clarament deslleial durant el seu planificat "Crim del segle", rescatant a Superman d'una mort segura per a frustrar a Luthor. Això només succeeix després que ella li fa prometre a Superman que salvarà a la seva mare en Hackensack, Nova Jersey, on Lex ha enviat un míssil nuclear.
En Superman II, ella usa un globus aerostàtic per a rescatar a Lex de la Penitencieria Estatal, juntament amb el seu assistent Otis, a qui Luthor deixa enrere perquè pesa el globus. Segons Superman II: Richard Donner Cut, ella parla d'anar-se de vacances amb Lex a algun lloc romàntic, però Lex insisteix a anar al nord, a la Fortalesa de la Solitud de Superman, per a conèixer el secret de les habilitats de Superman. La senyoreta Teschmacher accepta a contracor el seu pla.

### Superman Returns
Un personatge similar anomenat Kitty Kowalski apareix en Superman Returns, interpretat per Parker Posey. La veritable Eva apareix en Superman Returns: Prequel Comic #3, un còmic relacionat amb Superman Returns.

### Superman
Una nova versió d'aquest personatge, interpretada per la model Sara Sampaio, apareixerà en la pròxima pel·lícula, Superman (2025).

## Comics
- Va aparèixer per primera vegada en JLA : Earth-2 . Va treballar com a secretària de Lex Luthor.[1]
- S'esmenta en Superman: Xarxa Són #2 (Terra-30 ).
- Apareix en Superman Family Adventures #5, 9 i 12.
- Va aparèixer en els còmics de DC Rebirth, Superman's Pal Jimmy Olsen .

## Altres mitjans
- Un personatge basat lliurement en Eve Teschmacher apareix en Smallville com Tess Mercer, que és una combinació de Eve, Mercy Greus i Lena Luthor. El nom Tess Mercer és una referència a Teschmacher.[2]
- Eve Tessmacher apareix en Supergirl, interpretada per Andrea Brooks . Aquesta versió és l'assistent personal de Jimmy Olsen i Lena Luthor, anteriorment Cat Grant.
- En les produccions pornogràfiques de 2011 i 2012 "Superman XXX: A Porn Parody" i "Superman vs. Spider-Man XXX: An Axel Braun Parody" Eve Teschmacher va ser interpretada per l'actriu Alexis Texas.